# سليم (قرية)
سليم هي قرية تقع في ولاية المسيلة الجزائرية. تبعد عن مدينة المسيلة حوالي 200 كيلومتر.